# Operazione Marita
Operazione Marita fu il nome in codice del piano di invasione tedesco della Grecia durante la seconda guerra mondiale. Essa fu pianificata con lo scopo di risolvere la "questione balcanica", in un momento in cui la Jugoslavia, dopo un primo avvicinamento all'Asse, correva il rischio di ricadere sotto la sfera di influenza del Regno Unito e dell'Unione Sovietica, e la Grecia, dopo gli insuccessi dell'offensiva italiana, aveva visto aumentare la presenza alleata sul suo territorio.

## La situazione politica e militare

### L'attacco italiano alla Grecia
La Grecia nel 1940 era governata da Ioannis Metaxas, un politico filofascista sostenuto da Re Giorgio II, riportato al trono il 3 novembre 1935, a seguito di un colpo di Stato militare che aveva ripristinato la monarchia dopo che questi era stato deposto 11 anni prima, con la proclamazione della repubblica. Metaxas venne contattato alle ore 03.00 della mattina del 28 ottobre dall'ambasciatore italiano ad Atene Emanuele Grazzi che gli consegnò un ultimatum nel quale l'Italia accusava la Grecia di violazione della neutralità, unite alla richiesta di occupazione di alcuni punti del territorio greco che avrebbero favorito le operazioni navali italiane nel mar Egeo, e quindi anche nel mar Mediterraneo, e si concedeva un tempo di sole tre ore per accettarne le condizioni; il primo ministro rifiutò, anche per mancanza di tempo per esaminare le richieste, tali condizioni e di conseguenza, alle ore 06.00, le prime truppe italiane di stanza in Albania iniziarono l'avanzata su di un fronte largo circa 150 chilometri.

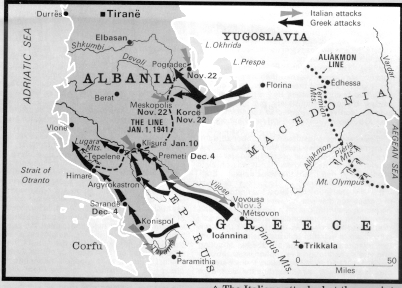
Movimenti delle truppe italiane e greche dal 28 ottobre 1940 al 23 aprile 1941

La campagna italiana di Grecia, voluta da Mussolini per tentare di bilanciare i successi ottenuti fino a quel momento dalla Germania, avrebbe dovuto ricalcare le modalità della guerra lampo ma, contrariamente alle previsioni, la resistenza dell'esercito greco, unite alla difficoltà dovute alla natura del territorio e dallo scarso equipaggiamento dell'esercito italiano, fecero ben presto arrestare l'offensiva, tramutandola in una guerra di posizione, senza avanzamenti significativi da entrambe le parti, tanto che il 4 dicembre, il capo di stato maggiore generale, il maresciallo Pietro Badoglio, venne sostituito con il generale Ugo Cavallero; Metaxas consentì a truppe inglesi di insediarsi a Creta ed a Suda e, nei mesi successivi, le forze greche riuscirono a passare al contrattacco, penetrando in territorio albanese. La situazione sul fronte italo greco e la presenza di forze inglesi sul suolo ellenico indussero, il 27 marzo 1941, Hitler ad ordinare all'OKW di preparare un piano per l'invasione sia della Grecia che della Jugoslavia, il cui assetto interno, condizionato in quel momento dall'Unione Sovietica e dalla Gran Bretagna, rischiava di limitare il controllo tedesco sul paese.

### L'intento britannico

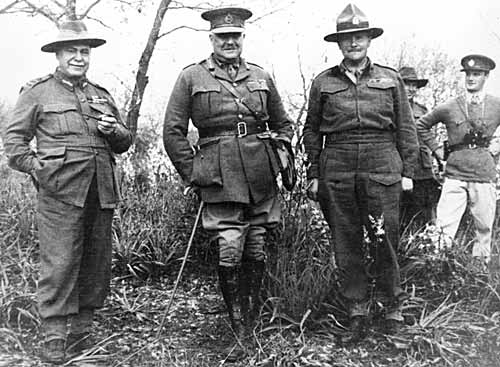
Il generale Henry Maitland Wilson (al centro), comandante della forza W, alla sua sinistra il generale Thomas Blamey, comandante del I corpo australiano ed, alla sua destra, il generale Bernard Freyberg, comandante della 2ª divisione neozelandese

Il 29 gennaio 1941 Ioannis Metaxas morì ed al suo posto gli succedette Alexandros Korizis; questi fu partecipe ad un incontro, avvenuto ad Atene il 22 febbraio, tra il Ministro della Guerra inglese Anthony Eden ed il suo consulente militare, il generale John Dill: l'argomento era la possibilità di inviare un corpo di spedizione Alleato in Grecia, vista la presenza sempre maggiore di truppe tedesche in Bulgaria ed in Romania, unita allo schieramento di truppe bulgare al confine, che presagivano un attacco al paese a sostegno dell'Italia che in quel momento si trovava in grande difficoltà.

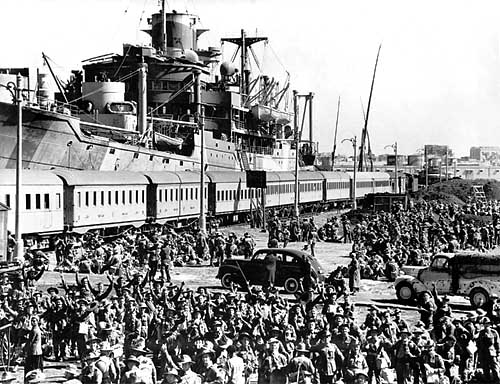
Soldati australiani si imbarcano per la Grecia dal porto di Alessandria

Churchill aveva in precedenza manifestato l'intenzione di aprire un "fronte balcanico" che, oltre alla Grecia, avrebbe compreso anche la Jugoslavia e la Turchia e la spedizione diplomatica inviata nella capitale ellenica ebbe esito positivo e fu concordato l'invio di un contingente di oltre 60000 uomini che avrebbe compreso truppe inglesi, australiane, neozelandesi e della Polonia libera, assumendo la denominazione di forza W. La spedizione tuttavia non fu esente da polemiche e da pareri contrari: il generale Dill tentò privatamente di opporsi, lamentando che l'invio di una consistente forza in Grecia, a fronte della possibilità di un attacco su larga scala da parte dei tedeschi, si sarebbe dimostrata inutile, in quanto troppo debole rispetto alle forze che il nemico stava ammassando sul confine greco, aggiunto al fatto che il contingente di terra contava una sola brigata corazzata ed era quasi totalmente privo di reparti dell'aviazione, i cui pochi caccia e bombardieri disponibili nelle basi greche erano già impiegati contro gli italiani, e che tali risorse venivano sottratte al fronte del Nordafrica, dove stavano iniziando ad affluire i reparti dell'Afrika Korps tedesco.
Churchill, a dispetto di tali obiezioni, riteneva che, attraverso l'aiuto offerto alla Grecia, questa avrebbe presumibilmente acconsentito a mettere a disposizione della Royal Air Force le grandi basi aeree di Salonicco, fatto al quale, fino a quel momento, essa si era opposta al fine di non offrire pretesti alla Germania, e tale concessione avrebbe garantito ai bombardieri inglesi la possibilità di arrivare ai campi petroliferi di Ploiești, e quindi, il 2 marzo, dette il via alla cosiddetta Operazione Lustre, ossia il trasporto delle truppe e dei materiali in Grecia, che venne completata il giorno 26, con l'arrivo nei porti del Pireo e di Salonicco.

### Il colpo di Stato in Jugoslavia

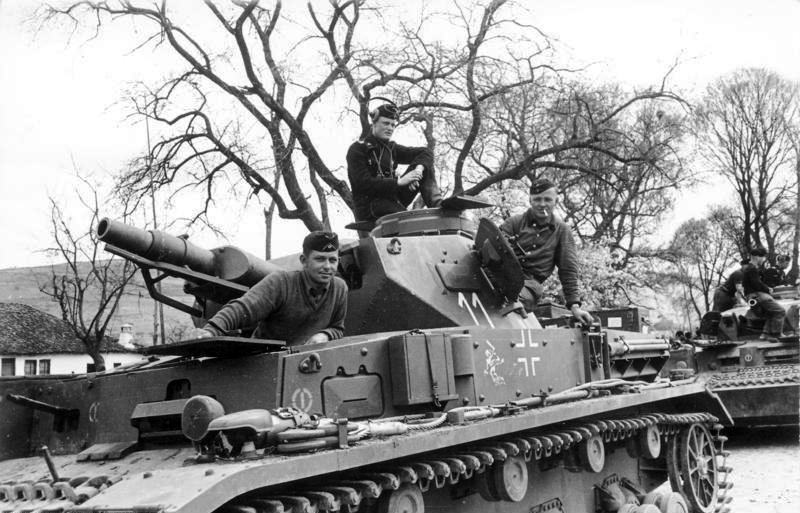
Jugoslavia, 1941, gli equipaggi di una colonna di panzer IV D tedeschi attendono l'ordine di avanzata

Il 1º marzo 1941 la Bulgaria aderì al patto Tripartito, con la promessa della Tracia da parte della Germania, ed il relativo accesso al mar Egeo; contestualmente fu firmato un patto di non aggressione tra il paese balcanico e la Turchia che, da una parte, rassicurò quest'ultima sull'intenzione della Germania di non violare la sua neutralità ma, nello stesso tempo, provocò le reazioni dell'Unione Sovietica sulla violazione della sua zona di sicurezza, anche se la protesta formale non fu seguita da alcuna mobilitazione di truppe; il giorno successivo le truppe tedesche destinate all'invasione della Grecia iniziarono a schierarsi in territorio bulgaro e questo causò, il 5 marzo, la rottura dei rapporti diplomatici tra Londra e Sofia. La Jugoslavia restava dunque l'ultimo paese neutrale dell'area balcanica e per questo fu sottoposto ad intense pressioni diplomatiche da parte di Hitler, di Winston Churchill e dello stesso Re d'Inghilterra Giorgio VI ma il 20 marzo il Principe Paolo comunicò al suo governo che il paese avrebbe aderito al patto Tripartito, adesione che venne formalizzata a Vienna il giorno 25.
L'adesione della Jugoslavia al patto Tripartito sollevò un'ondata di proteste nel paese ed il 27 marzo un colpo di Stato guidato dal generale Dušan Simović, pose sul trono Pietro II di Iugoslavia; il nuovo Governo stipulò immediatamente un patto di non aggressione con l'Unione Sovietica ma attese fino al 2 aprile per comunicare alla Germania che non sarebbe stato stipulato nessun accordo formale con la Gran Bretagna, facendo intendere che l'accordo tra le potenze dell'Asse e la Jugoslavia non sarebbe stato sciolto. Il ritardo fu sufficiente ad Hitler per confermare gli ordini diramati il 27 marzo al momento del colpo di Stato, la cosiddetta direttiva 25, che autorizzava lo Stato Maggiore tedesco ad elaborare i piani di invasione della Jugoslavia, che sarebbe iniziata, contestualmente a quella della Grecia, la cosiddetta operazione Marita, il 6 aprile, posticipando la data di inizio della già pianificata operazione Barbarossa dalla metà di maggio alla fine di giugno.

## Le forze in campo

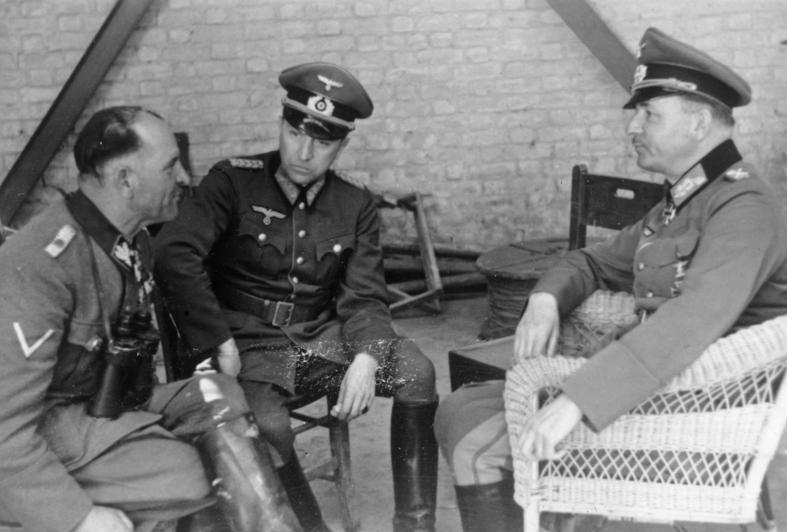
Il feldmaresciallo Wilhelm List (a destra), insieme al comandante della divisione SS Leibstandarte, l'Obergruppenführer Josef Dietrich (a sinistra) ed al generale Hans von Greiffenberg

Per l'invasione della Grecia il 6 aprile 1941 la Germania schierò le forze precedentemente inviate in Bulgaria in previsione dell'attacco; queste comprendevano la 12ª armata, comandata dal feldmaresciallo Wilhelm List, forte di 5 divisioni di fanteria e 3 corazzate, il XVIII corpo di montagna, comandato dal generale Franz Böhme, integrato dalla divisione SS Leibstandarte, comandata dall'Obergruppenführer Josef Dietrich, e dalla IV. Luftflotte, comandata dal generale Alexander Löhr, forte di circa 1200 aeroplani, la cui zona di operazioni si estendeva anche alla Jugoslavia.
L'esercito greco, comandato dal Generale Alexander Papagos, al momento dell'attacco tedesco disponeva di tre armate, composte da 5 divisioni ed una brigata di fanteria, 14 divisioni di montagna, una divisione motorizzata, dotata di soli 24 carri armati leggeri di produzione italiana ed olandese e di qualche autocarro italiano, ed una divisione di cavalleria, per un totale di 540000 uomini, comprese 50000 reclute; l'aviazione, dopo gli scontri avvenuti nei mesi precedenti contro la Regia Aeronautica, disponeva di soli 41 caccia e la marina era dotata di una piccola flotta che comprendeva un vecchio incrociatore corazzato, più alcune antiquate unità: 2 incrociatori leggeri, 8 cacciatorpediniere, di cui 4 italiani della classe Idra, 13 torpediniere, 2 motosiluranti e 6 sommergibili.
Gli Alleati, schierati nel nord del paese nei pressi del monte Olimpo, disponevano di un contingente, comandato dal generale Henry Maitland Wilson, formato dal I corpo d'armata australiano, comandato dal generale Thomas Blamey, dalla 2ª divisione neozelandese, comandata dal generale Bernard Freyberg, da due divisioni inglesi e da una brigata polacca, per un totale di circa 60000 uomini.

## L'operazione

### Le direttrici di marcia e la caduta di Salonicco

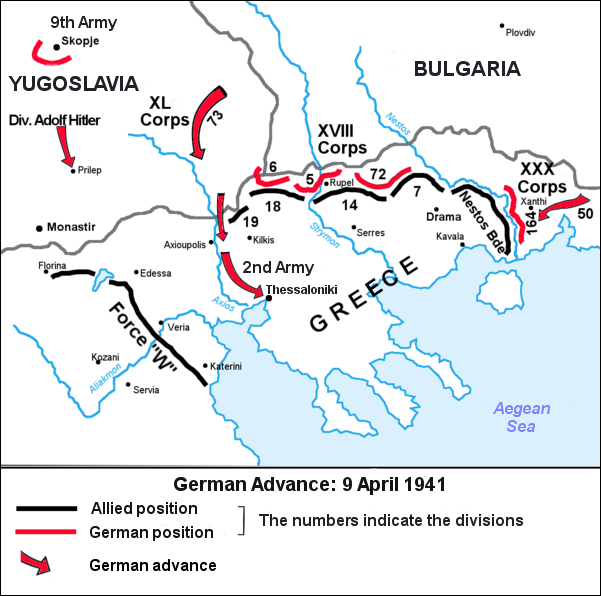
Movimenti dell'XVIII, del XXX corpo e della 2ª divisione corazzata tedesca verso Salonicco dal 6 al 9 aprile 1941

Il 6 aprile 1941, alle ore 06.00, la 12ª armata tedesca, preceduta dal fuoco di sbarramento dell'artiglieria ed accompagnata dalle incursioni dei bombardieri in picchiata Stuka, superò le frontiere della Bulgaria e della Jugoslavia per dare inizio all'invasione della Grecia; l'avanzata doveva svilupparsi lungo due direttrici principali: ad ovest il grosso delle forze corazzate doveva avanzare superando Skopje, allo scopo di attraversare il confine greco nei pressi di Florina, mentre la 2ª divisione corazzata, comandata dal generale Rudolf Veiel, doveva muoversi in direzione di Strumica per dirigersi verso Salonicco; il XVIII corpo di montagna era incaricato di oltrepassare la cosiddetta linea Metaxas, una barriera fortificata lunga circa 150 chilometri lungo il confine bulgaro, presidiata dalle unità dell'armata greca della Macedonia Orientale, comandata dal generale Konstantinos Bakopoulos, mentre reparti di fanteria tedesca, integrati da truppe bulgare, ebbero il compito di occupare Xanthi e Komotini, e con esse la regione della Macedonia orientale e Tracia, Taso, Samotracia e le isole del mar Egeo site di fronte alla Turchia.

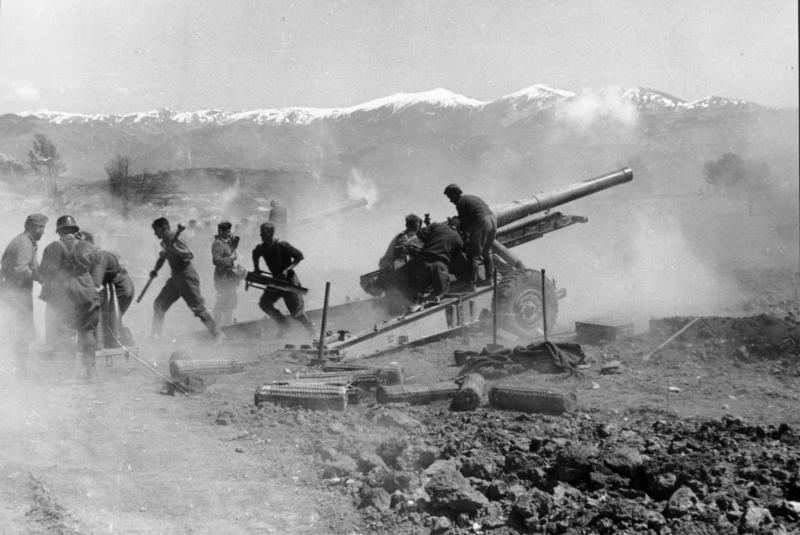
Artiglieria tedesca in azione durante i primi giorni dell'operazione Marita

Le prime unità ad avanzare verso la linea Metaxas furono la 5ª e la 6ª divisione di montagna, comandate rispettivamente dal generale Julius Ringel e dal generale Ferdinand Schörner, e, alla fine del giorno 7, la prima riuscì, nonostante alcuni tentativi di contrattacco da parte dei reparti greci, ad aprirvi dei varchi, mentre la seconda, valicando il passo di Rupel, ad un'altitudine di circa 2500 metri, discese a valle, raggiungendo la ferrovia che portava a Salonicco. La linea Metaxas, che terminava nel punto di confine tra la Bulgaria e la Jugoslavia, venne sfondata sul lato est dalle due divisioni di fanteria del XXX corpo, comandato dal generale Otto Hartmann, la 50ª, comandata dal generale Karl-Adolf Hollidt, e la 16ª, comandata dal generale Sigfrid Henrici, e sul lato ovest dalla 2ª divisione corazzata e dalla 72ª divisione di fanteria, comandata dal generale Philipp Müller-Gebhard, che oltrepassando il passo di Strumica, si diressero verso il confine greco jugoslavo, che venne attraversato incontrando pochissima resistenza; la velocità dei panzer tedeschi consentirono all'unità corazzata tedesca di giungere alle spalle dell'armata greca della Macedonia Orientale, che, dopo la rapida occupazione di Salonicco, avvenuta il 9 aprile, si arrese senza condizioni.

### L'accerchiamento delle armate greche in Albania

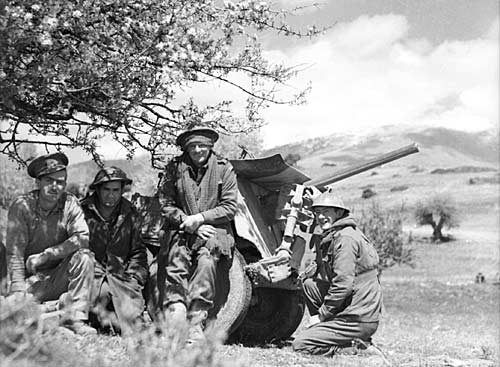
Serventi australiani di una batteria anticarro, appostati nei pressi della città di Vevi, a protezione del ripiegamento Alleato, dopo lo sfondamento delle linee da parte dei tedeschi

Contemporaneamente all'attacco contro la linea Metaxas il XV corpo corazzato, comandato dal generale Georg Stumme, avanzava attraverso la Jugoslavia, conquistando la città di Skopje il 7 aprile, e dirigendosi verso Monastir che fu raggiunta il giorno 10, proseguendo verso Prilep e Bitolj, nei pressi del confine con la Grecia, che venne attraversato il giorno successivo; la rapida avanzata delle truppe corazzate tedesche stava ponendo le basi per un possibile accerchiamento delle due armate greche impegnate contro gli italiani in territorio albanese, ed il contingente Alleato, la cosiddetta forza W, non disponeva di mezzi sufficienti per fermarla e quindi il generale Wilson ritenne di arretrare la linea difensiva nella zona a sud del fiume Aliacmone e sul monte Olimpo, allo scopo di aumentare le possibilità di difesa per la capitale, ed il ripiegamento fu protetto da alcune unità di retroguardia, supportate dai pochi aerei della RAF che gli inglesi avevano in quel momento a disposizione.

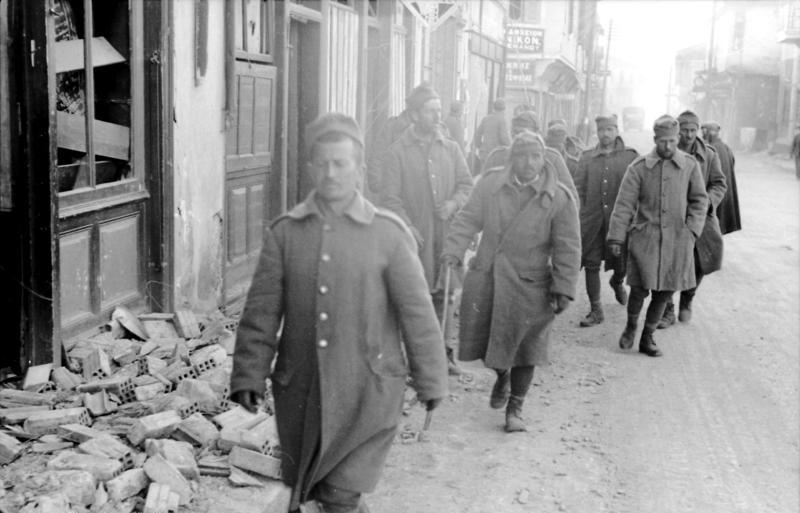
Soldati greci disarmati mentre tentano di mettersi in salvo dall'avanzata tedesca

Alla testa delle truppe tedesche si trovava la divisione corazzata SS Leibstandarte Adolf Hitler che fu la prima ad attraversare il confine greco jugoslavo ed, il giorno 11, essa raggiunse la città di Vevi ma la resistenza della retroguardia Alleata rese vani i suoi assalti fino all'arrivo della 9ª divisione corazzata, comandata dal generale Alfred von Hubicki, che riuscì a sfondare la linea difensiva facendo arretrare le truppe Alleate sulla linea precedentemente raggiunta dal grosso del contingente comandato del generale Wilson. L'occupazione della città di Vevi consentì ai tedeschi di conseguire l'obiettivo di isolare le due armate greche impegnate contro gli Italiani: il 13 aprile il generale Stumme dette ordine alla Leibstandarte Adolf Hitler di congiungersi con la 73ª divisione di fanteria, comandata dal generale Bruno Bieler, e di dirigersi a sud ovest verso Kastoria, allo scopo di tagliare la ritirata dei Greci, che, quello stesso giorno, avevano iniziato il ripiegamento ed, il giorno 15, la città fu conquistata e tutte le possibili vie di fuga furono chiuse. Già il giorno 12, non appena giunse l'ordine da parte di Papagos alle truppe elleniche impegnate in Albania di cominciare a ritirarsi onde cercare di evitare di essere insaccate, il comandante dell'armata dell'Epiro richiese ai propri superiori di cominciare a trattare un armistizio, la richiesta venne respinta, ma il 20 aprile il comandante dell'armata della Macedonia occidentale Tsolakoglu prese l'iniziativa e avviò trattative di resa con i soli tedeschi.

### La ritirata del contingente Alleato

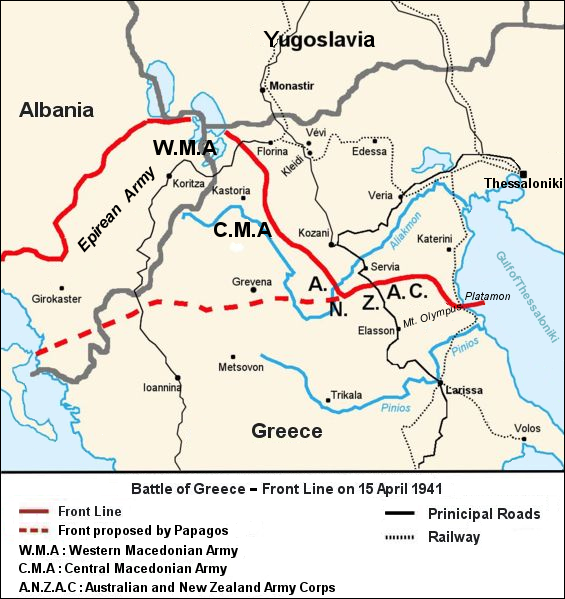
La linea del fronte il 15 aprile 1941

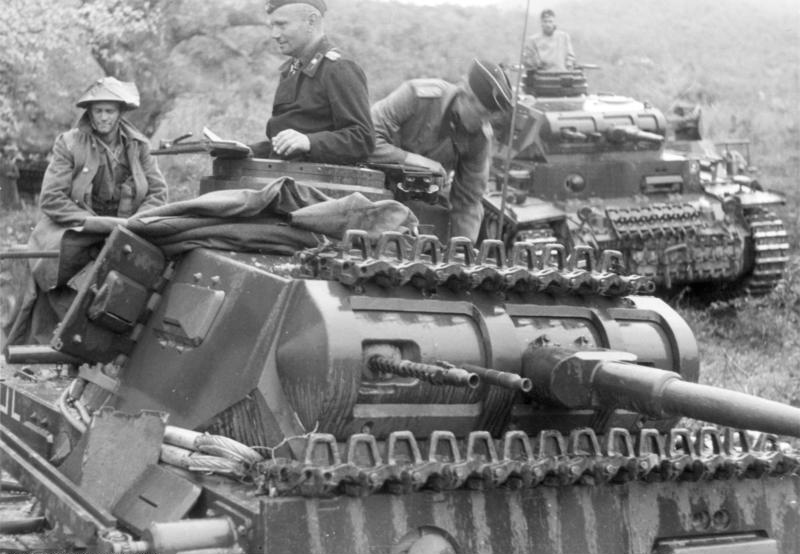
16 aprile 1941, una colonna di Panzer III, appartenenti alla 2ª divisione corazzata, con alcuni prigionieri neozelandesi

Il 13 aprile, contemporaneamente all'inizio della manovra di accerchiamento delle Armate greche dell'Epiro e della Macedonia Occidentale, la 9ª divisione corazzata tedesca proseguì in direzione di Atene e, per tentare di contrastarne l'avanzata, il generale Wilson disponeva di un'unica brigata corazzata, posizionata a sud di Ptolemais, dove i genieri inglesi avevano predisposto una trappola per i carri tedeschi: fu fatto saltare un ponte, posto al di sopra di un canale profondo che rendeva intransitabile il passaggio ai mezzi corazzati, ma lo stratagemma si rivelò vano poiché i panzer riuscirono ad attraversare un terreno paludoso, che inizialmente era considerato impraticabile, ed attaccarono, supportati dalla Luftwaffe, i carri Alleati distruggendone 32 e proseguendo nell'avanzata. La situazione indusse Wilson a ripiegare ulteriormente in quanto, dopo la conquista di Salonicco da parte del XVIII corpo di montagna, questo stava avanzando verso sud, lungo la direttrice del mar Egeo, rischiando di chiudere in una morsa l'intero contingente Alleato ed il generale Papagos maturò l'idea di suggerirne l'evacuazione dalla Grecia; il comandante inglese non ritenne possibile una soluzione differente ed ordinò la ritirata in direzione del passo delle Termopili, lasciando alcune unità in retroguardia allo scopo di rallentare l'avanzata tedesca, per tentare di raggiungere Atene, al fine di permettere ai soldati di imbarcarsi verso Creta od Alessandria.

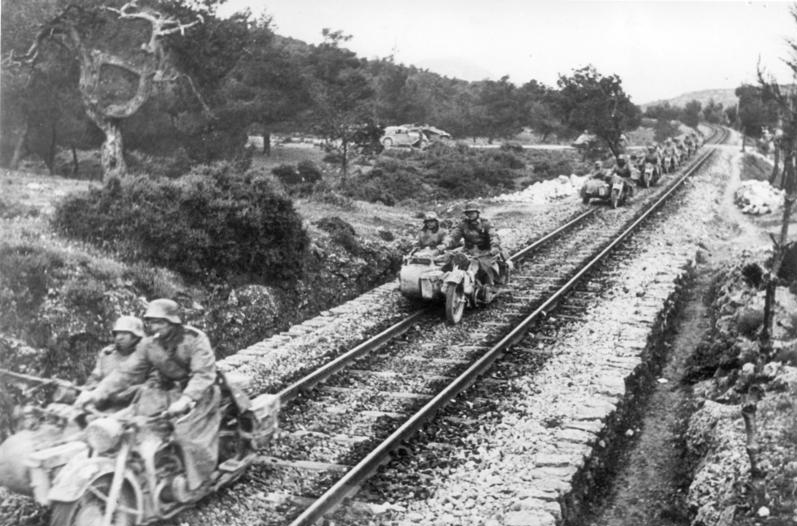
Motociclisti tedeschi, a bordo di sidecar Zündapp KS 750, avanzano lungo una ferrovia

Il 14 aprile la 9ª divisione corazzata tedesca conquistò la città di Kozani, stabilendo una testa di ponte a sud del fiume Aliakmon, ma la resistenza dei reparti di retroguardia della 2ª divisione neozelandese riuscì a contenerne l'avanzata ed il generale Stumme fu costretto ad ordinare alla 5ª divisione corazzata, comandata dal generale Gustav Fehn, appena giunta dalla Jugoslavia dove aveva prestato servizio nel I gruppo corazzato, comandato dal generale Paul Ludwig Ewald von Kleist, di dirigersi ad ovest, verso Grevena, per aggirare il passaggio tenacemente tenuto dalle truppe del generale Freyberg, ma a causa del terreno difficilmente percorribile dai mezzi corazzati, la divisione impiegò quattro giorni per raggiungerla, consentendo alle truppe di Wilson di proseguire il ripiegamento dell'ala ovest del suo schieramento verso le Termopili.
Contemporaneamente ad est la 2ª divisione corazzata tedesca stava proseguendo la sua marcia verso sud, seguita dal XVIII corpo di montagna, ma anche su quel lato dello schieramento il terreno rendeva estremamente difficoltoso il movimento dei carri armati ed al fine di non perdere velocità, il generale Veiel ordinò ad un reparto di motociclisti di precederne l'avanzata; il 15 aprile, sotto la spinta dei panzer e dei reparti di fanteria che aggirarono le posizioni difensive, i neozelandesi furono costretti a ripiegare verso la gola del fiume Peneus, che rappresentava l'ultimo ostacolo naturale di fronte alle Termopili. Il 16 aprile fu ordinato alla 5ª ed alla 6ª divisione di montagna di aggirare i fianchi della gola dove avrebbe dovuto transitare la 2ª divisione corazzata, la quale attaccò il giorno 18, superando il fiume e raggiungendo Larissa il 19 aprile, infliggendo gravi perdite al nemico mentre, al centro del fronte, la 5ª divisione corazzata occupò Trikala, chiudendo in una morsa le forze di retroguardia Alleate che stavano proteggendo la ritirata del grosso del contingente, impedendogli di congiungersi con la linea difensiva predisposta da Wilson sul passo delle Termopili.

### La resa dell'esercito greco

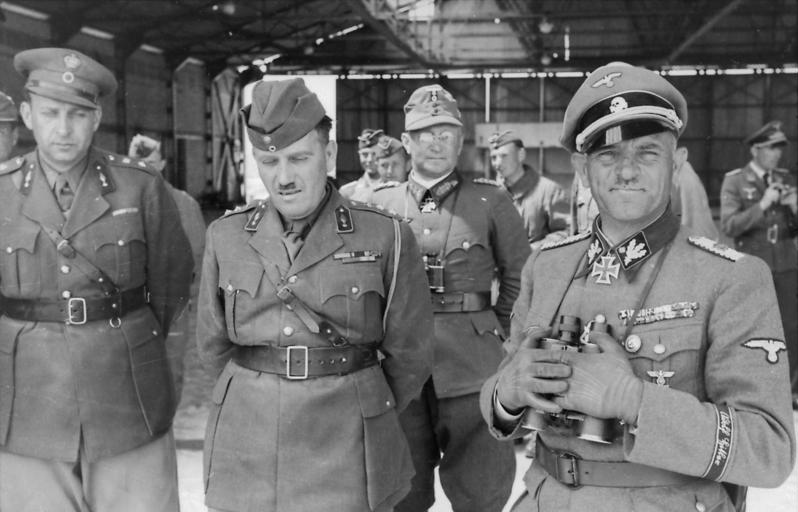
LObergruppenführer Josef Dietrich (a destra), ripreso durante le trattative intraprese con i Greci

Il 20 aprile la 5ª e la 2ª divisione corazzata tedesche, punte avanzate dei rispettivi corpi, proseguirono in direzione delle Termopili, mentre ad Atene era in corso un'intensa attività tra i vertici militari Alleati e le autorità greche: il 19 aprile si tenne una riunione tra Re Giorgio II, il generale Papagos ed i generali inglesi Wilson e Wavell, dove furono definiti i termini dell'evacuazione del contingente alleato. Contemporaneamente a nord il generale Tsolakoglu, disobbedendo alle direttive precedentemente ricevute, accettò di firmare nelle mani di Josef Dietrich la resa della 1ª armata greca e contestualmente di tutte le forze armate del paese, resa che fu formalizzata il 21 aprile presso il comando della 12ª armata tedesca. La notizia delle trattative giunse a Mussolini dal generale Alfredo Guzzoni che, dopo un colloquio telefonico con il generale Enno von Rintelen, era stato da questi informato che il feldmaresciallo List aveva chiesto al generale Cavallero di interrompere l'avanzata delle truppe italiane per non ostacolare le trattative per l'armistizio in corso con il generale Tsolakoglu; Il Duce accolse con sdegno la comunicazione fornitagli dal generale Guzzoni e pretese che l'armistizio fosse formalizzato alla presenza di rappresentanti italiani ed allo scopo, per tutta la giornata, intercorsero comunicazioni tra i Ministeri degli esteri dei due paesi, con l'intervento diretto di Galeazzo Ciano e di Joachim von Ribbentrop e, a dispetto delle reiterate proteste dei greci, fu concordata la ripetizione della cerimonia per il giorno 23 in una villa nei pressi di Salonicco, con la presenza del generale Ferrero in rappresentanza dell'Italia.

### L'occupazione di Atene e del Peloponneso

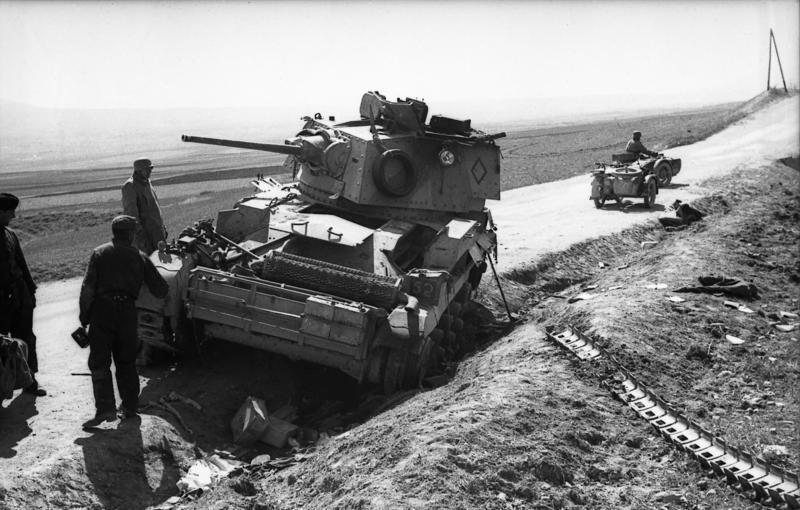
Fanti tedeschi osservano un carro armato inglese Cruiser Mk II distrutto

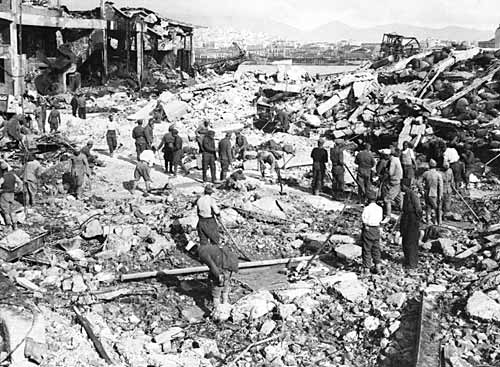
Il porto del Pireo dopo il bombardamento effettuato dalla Luftwaffe il 6 aprile 1941

Il giorno 21 il XVIII corpo raggiunse Volos, per proseguire rapidamente verso Lamia, sita a nord ovest delle Termopili, che venne raggiunta anche dalla 5ª divisione corazzata; il 23 aprile le avanguardie delle forze tedesche iniziarono l'attacco verso le Termopili, che avvenne sia dalla costa che dalle colline prospicienti il passo; la 6ª divisione di montagna, dopo un intenso bombardamento da parte degli Stuka, attuò il primo assalto che, nonostante la strenua difesa dei reparti neozelandesi, registrò i primi sensibili progressi mentre i panzer, attardati dal terreno a loro inadatto, soffrirono alcune perdite; il generale Freyberg, comandante della 2ª divisione neozelandese, rimasto in linea con i soldati, ricevette l'ordine di dirigersi verso uno dei punti d'imbarco concordati ma rimase sul posto, iniziando il ripiegamento solo dopo la mezzanotte. L'attacco in forze, condotto da parte dei tedeschi il giorno successivo, sfondò le ultime difese Alleate, consentendo una rapida avanzata verso sud, e le residue forze di Wilson ripiegarono verso Tebe, nel tentativo di stabilirvi una nuova linea difensiva, ma anche questa venne superata di slancio il 26 aprile, costringendo il contingente a ritirarsi definitivamente verso i porti meridionali della Grecia.

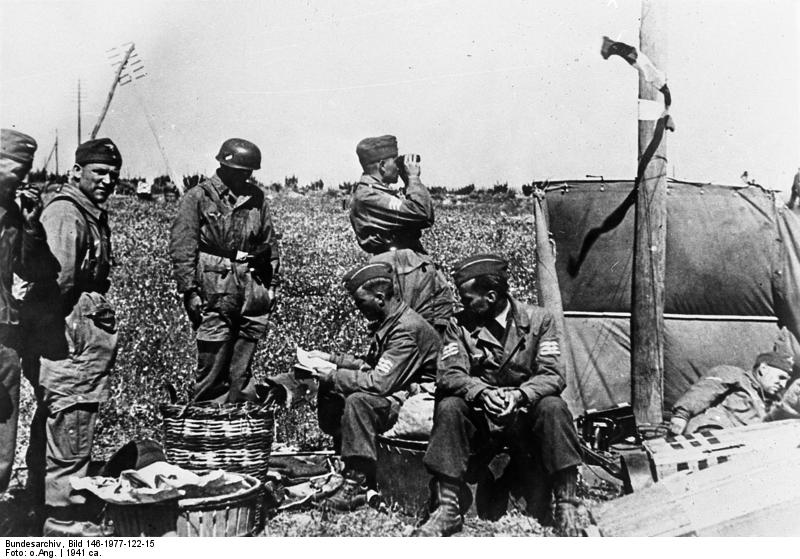
Soldati della 7ª divisione paracadutisti nella zona di Corinto

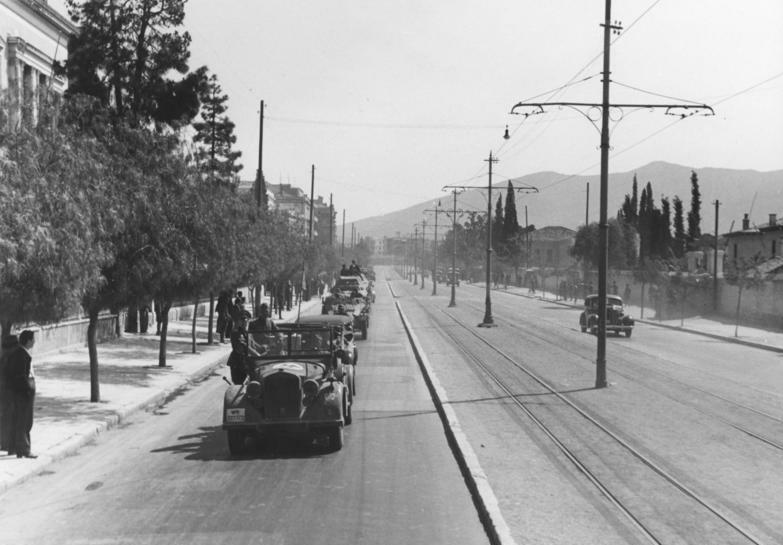
27 aprile 1941, reparti della 5ª divisione corazzata tedesca entrano ad Atene

L'imbarco delle truppe alleate sarebbe potuto avvenire con relativa facilità dal porto del Pireo ma un bombardamento, avvenuto il 6 aprile, giorno di inizio dell'operazione Marita, ne aveva fortemente ridotto la capacità e quindi esse dovettero dirigersi verso alcuni piccoli porti della Grecia continentale quali Rafina, Megara e Porto Rafti, ed altri approdi nel Peloponneso quali Nauplia, Monemvasia e Kalamai. L'Oberkommando der Wehrmacht, allo scopo di tagliare la ritirata del contingente Alleato, predispose velocemente un piano per bloccare il canale di Corinto ed intrappolare le unità che dovevano ancora attraversare il ponte ed, il 26 aprile, reparti della 7ª divisione paracadutisti furono lanciati su Corinto e nei pressi del ponte ma gli inglesi riuscirono a farlo saltare, rendendo inefficace l'azione tedesca, ma molti dei soldati Alleati che lo avevano già attraversato e che non riuscirono a fare in tempo ad imbarcarsi furono comunque fatti prigionieri dai reparti della divisione Leibstandarte che stavano velocemente occupando tutto il Peloponneso.
Il 27 aprile la 2ª e la 5ª divisione corazzata fecero il loro ingresso ad Atene, innalzando la bandiera tedesca sull'Acropoli, ponendo fine alle ostilità nella Grecia continentale; l'operazione Marita era stata portata a termine in tre settimane con perdite modeste e, durante la campagna e nei giorni immediatamente successivi, le isole del mar Egeo e del mar Ionio sarebbero cadute una dopo l'altra in mano alle forze dell'Asse con la sola eccezione di Creta. Questa, secondo il parere di Hitler, sarebbe dovuta essere conquistata al fine di scongiurare il pericolo, derivante da attività aeree o navali provenienti dall'isola, per le operazioni tedesche ed italiane nel mar Mediterraneo ed, immediatamente dopo l'ingresso delle truppe della Wehrmacht nella capitale, diede disposizioni affinché fosse preparato un piano, la cosiddetta operazione Merkur, per l'occupazione di Creta.

## L'invasione di Creta

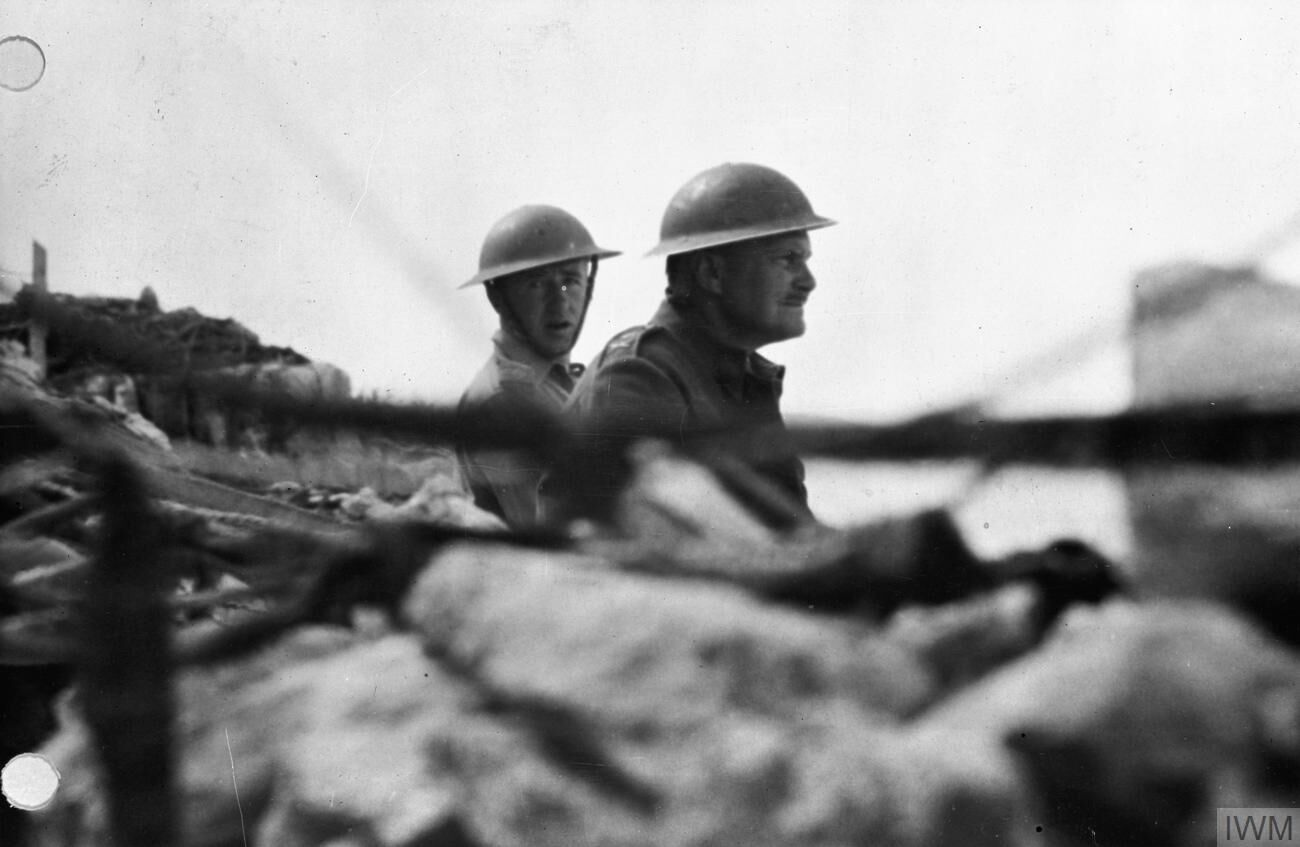
Il generale Bernard Freyberg (a destra), comandante della guarnigione Alleata dell'isola di Creta

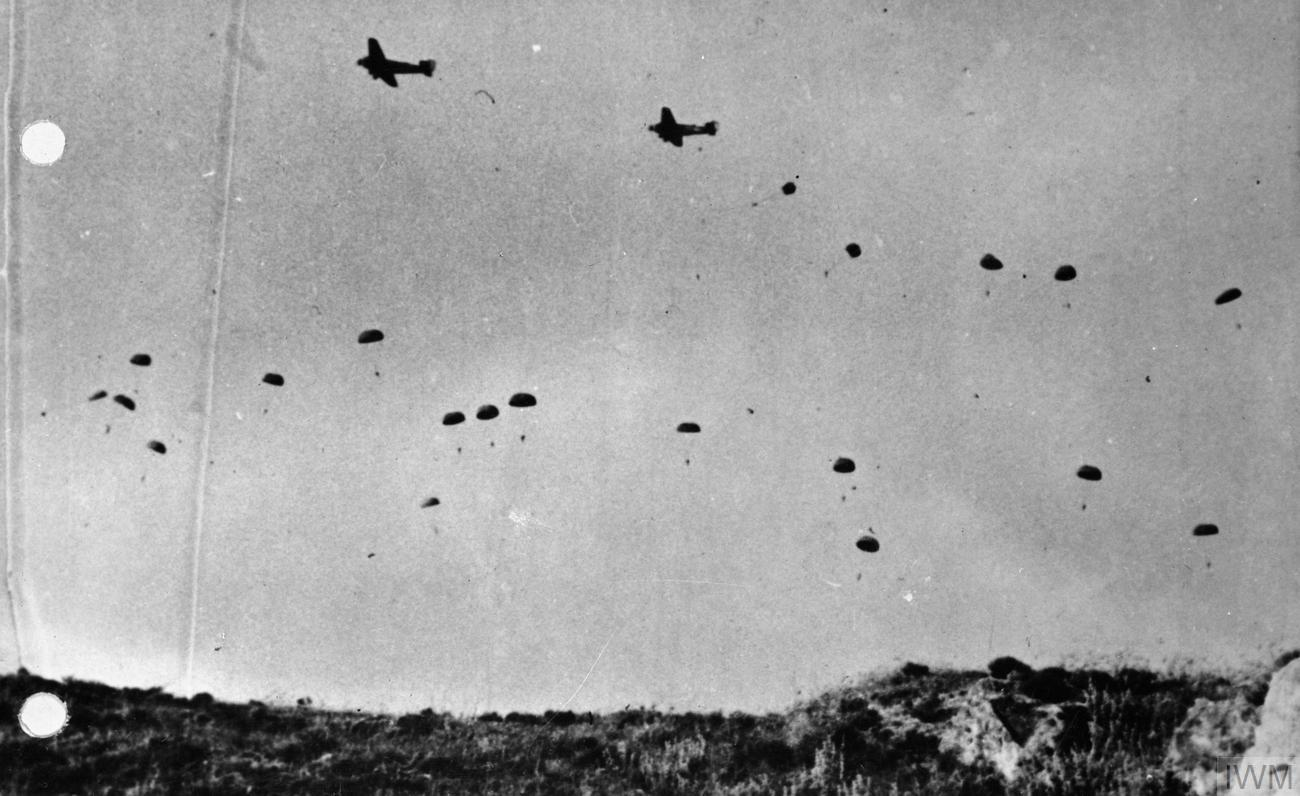
La discesa della 7ª divisione paracadutisti tedesca sull'isola di Creta

L'"Operazione Merkur", ossia il piano per la conquista dell'isola di Creta, prese il via il 20 maggio, quando circa 3000 paracadutisti della 7ª divisione paracadutisti, comandata dal generale Wilhelm Süssmann, inquadrata nell'XI corpo della Luftwaffe, comandato dal generale Kurt Student, preceduti da un intenso bombardamento aereo, vennero lanciati sull'isola come prima ondata per occupare rapidamente le piste di atterraggio, site a Candia, Maléme e Retimo, ed i porti della Canea, di Kissamos, Mires, Sfakia, Suda e Messara; la seconda ondata, composta da reparti della 5ª divisione di montagna, sarebbe atterrata sulle piste appena conquistate e le operazioni aviotrasportate sarebbero state seguite dall'arrivo via mare, sotto la protezione della Regia Marina, di altri 6000 uomini, integrati dall'equipaggiamento pesante, ossia artiglieria, autocarri ed alcuni carri armati leggeri provenienti dalla 5ª divisione corazzata. Lo Stato Maggiore dell'OKW si era precedentemente espresso affinché le forze fossero utilizzate per l'occupazione dell'isola di Malta, ritenuta più pericolosa per le rotte marittime dell'Asse verso il Nordafrica, ma il generale Student si oppose, obiettando che le forze Alleate presenti nell'isola, unite alla forte difesa aerea di cui disponeva, avrebbero reso impossibile un attacco dall'aria, mentre la guarnigione presente a Creta, composta, ad eccezione di una brigata inglese già presente sull'isola, da superstiti dell'evacuazione dalla Grecia e da riservisti dell'esercito greco, e praticamente priva di aviazione, poteva essere sopraffatta con un'azione rapida proveniente dal cielo.

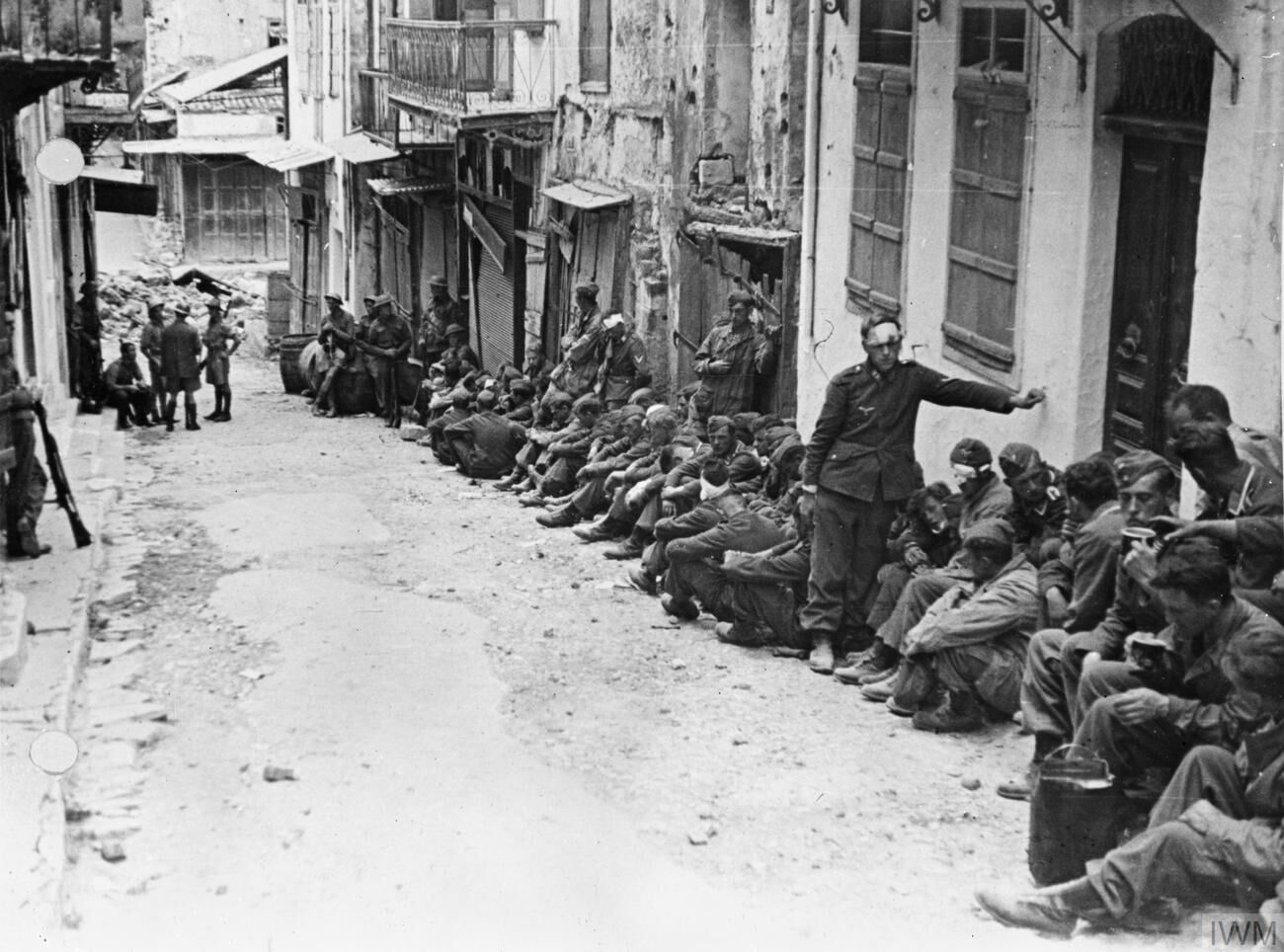
Paracadutisti tedeschi fatti prigionieri dagli Alleati durante le prime ore dell'invasione

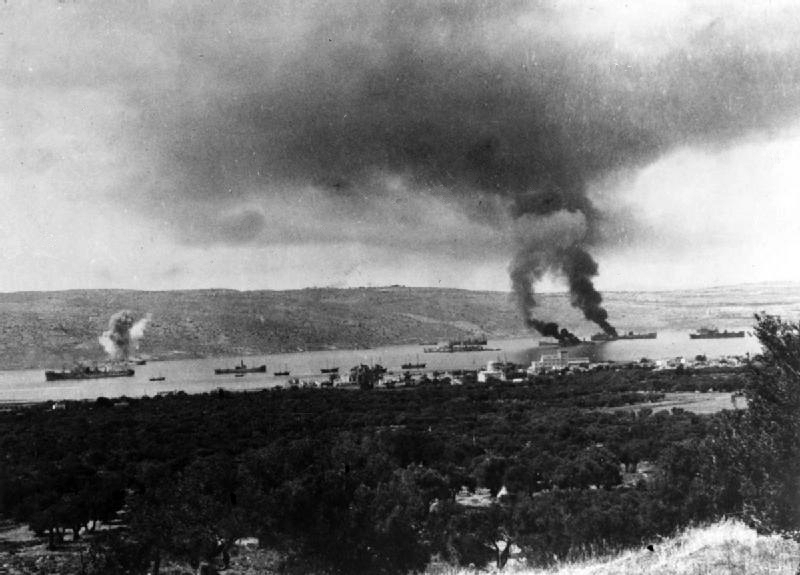
Il bombardamento del porto di Suda da parte della Luftwaffe

I paracadutisti tedeschi subirono molte perdite durante, od immediatamente dopo, l'atterraggio, venendo assaliti, oltreché dai soldati Alleati, anche dalla popolazione civile e lo sturmregiment, comandato dal generale Eugen Meindl, incaricato di conquistare l'aeroporto di Maléme, rimase, alla fine del 20 maggio, con meno di 1000 dei 3000 effettivi di cui disponeva alla partenza e nessuna delle piste di atterraggio fu occupata durante il primo giorno; anche l'azione dal mare fu ostacolata dalla Royal Navy, che riuscì ad affondare alcune imbarcazioni della flottiglia che si stava dirigendo verso l'isola, ma, tra il 20 ed il 22 maggio, gli aerei tedeschi danneggiarono gravemente la corazzata HMS Warspite e riuscirono ad affondare due incrociatori leggeri, l'HMS Gloucester e l'HMS Fiji e 4 cacciatorpediniere, con l'aiuto anche della Regia Aeronautica, i cui bombardieri CANT Z.1007 affondarono il cacciatorpediniere HMS Juno. Nonostante che la pista di Maléme fosse ancora in mano Alleata gli aerei da trasporto Junkers Ju 52 vi atterrarono sotto il fuoco nemico, sbarcando circa 650 uomini della 5ª divisione di montagna e riuscendo a conquistare il primo aeroporto che, nonostante il tentativo di contrattacco da parte di reparti neozelandesi, avvenuto il 22 maggio, venne tenuto, permettendo l'atterraggio dei rinforzi tedeschi e la continua azione degli Stuka e degli Zerstörer Messerschmitt Bf 110, che bombardarono e mitragliarono continuativamente le truppe del generale Freyberg, lo indussero ad iniziare un ripiegamento verso ovest.

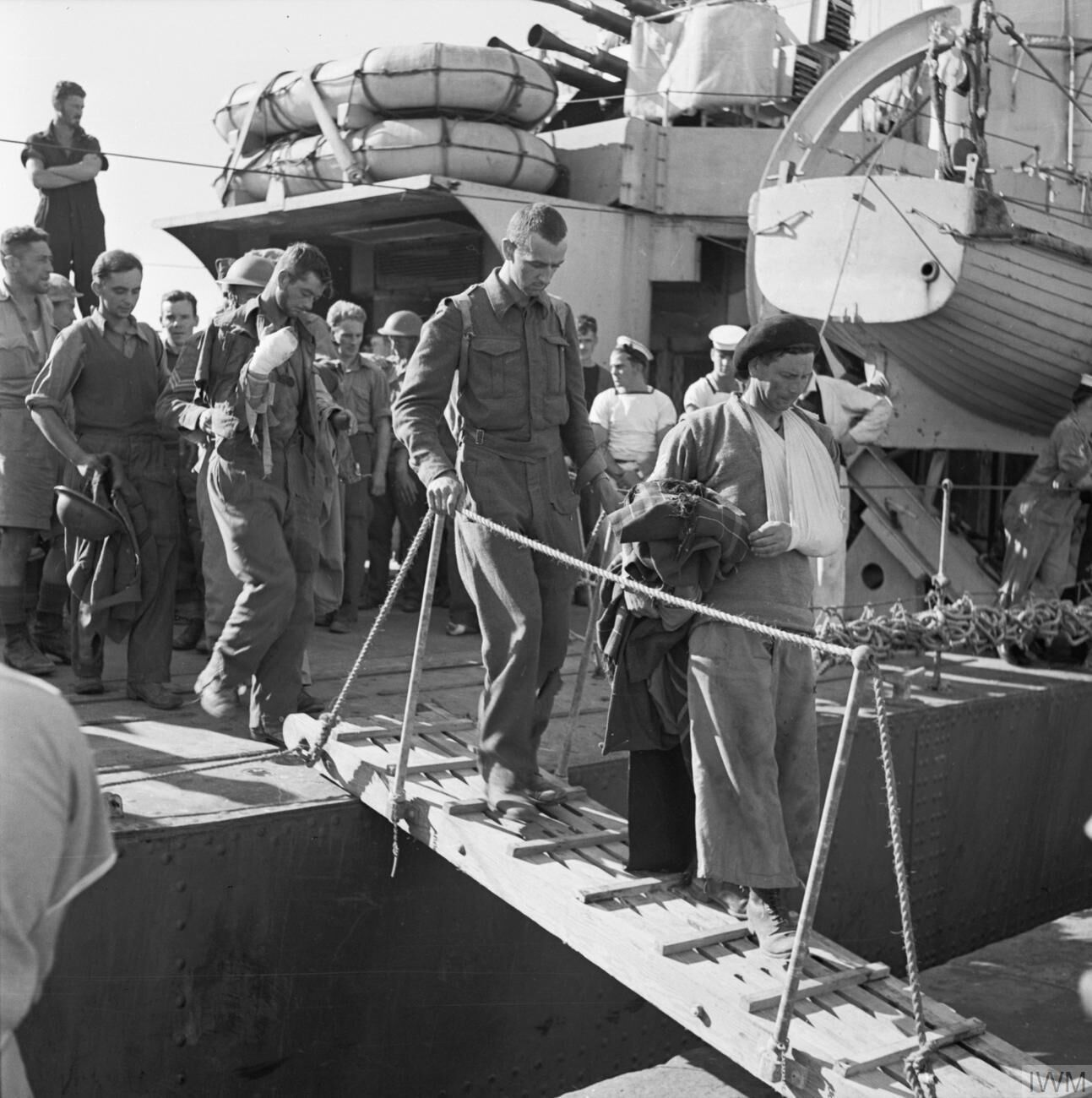
Soldati Alleati evacuati da Creta sbarcano ad Alessandria

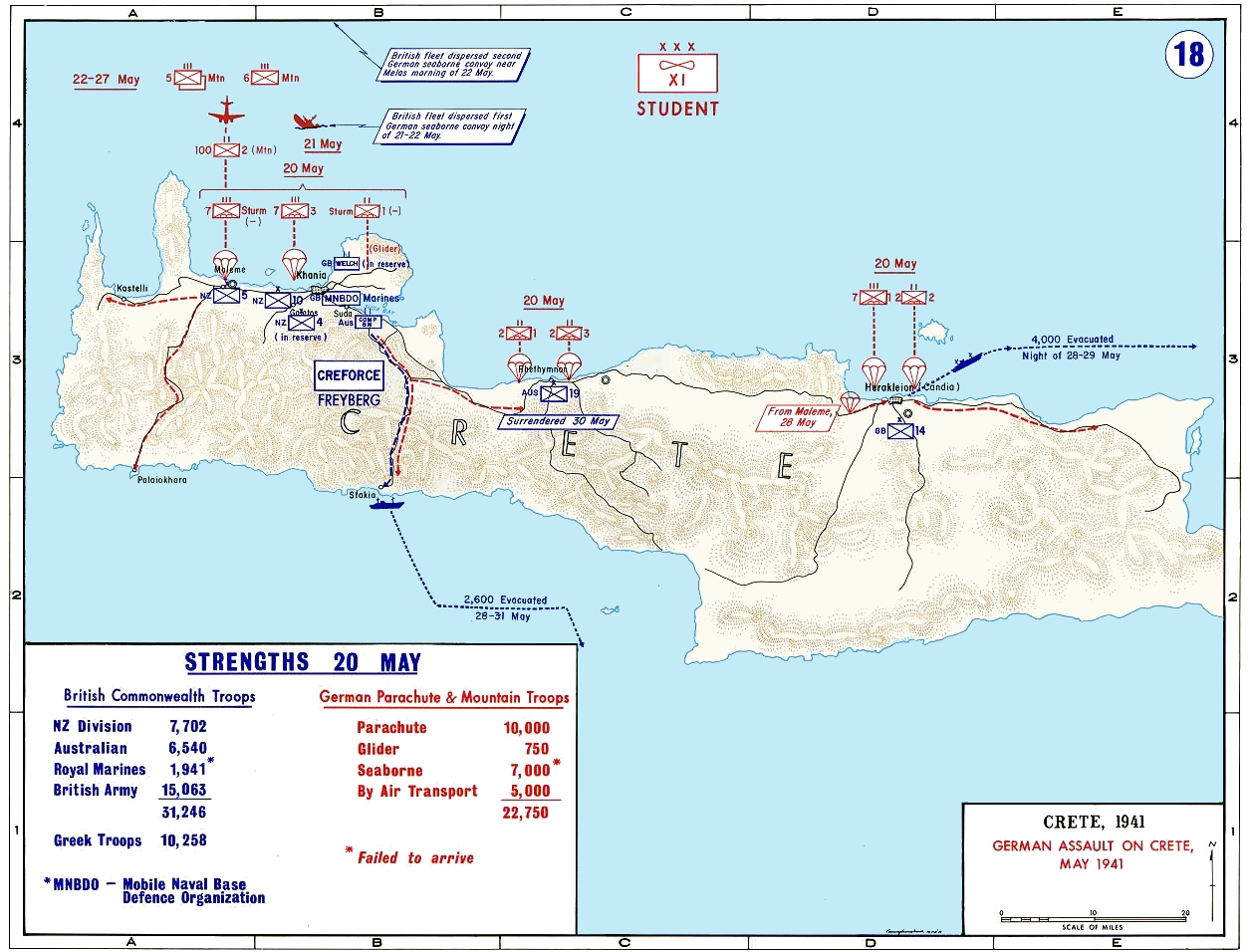
Mappa dell'invasione tedesca dell'isola di Creta

Il ripiegamento consentì ai tedeschi di fare affluire indisturbati forze sempre maggiori ed, il 23 maggio, la 5ª divisione di montagna era sbarcata quasi al completo sull'isola, iniziando a guadagnare terreno verso est; il generale Ringel, comandante delle operazioni terrestri a Creta, decise di dividere le forze atterrate a Maléme: i paracadutisti avrebbero dovuto avanzare lungo la strada costiera settentrionale dell'isola mentre le truppe di montagna avrebbe dovuto dirigersi a sud, marciando sul terreno montagnoso, per prendere gli Alleati alle spalle. La situazione stava rapidamente volgendo a favore dei tedeschi, ed, il giorno 26, il generale Freyberg si mise in comunicazione con il comando del Medio Oriente e riferì al generale Wavell che la perdita di Creta era ormai solo questione di tempo e, per evitare che la Luftwaffe rendesse impossibile un'evacuazione, il giorno successivo ne fu deciso lo sgombero: la guarnigione di Candia fu evacuata il 28 maggio, quella di Retimo non poté essere raggiunta dalla Royal Navy e dovette essere abbandonata e, nei tre giorni successivi, tutte le posizioni difensive furono abbandonate ed il grosso delle truppe presenti sull'isola si diresse, attraverso le montagne, verso il porto di Sfakia dove le unità navali Alleate stavano arrivando per prelevarle. Il 1º giugno fu completata l'evacuazione della guarnigione Alleata: dei circa 32000 uomini presenti sull'isola, 18000 poterono essere salvati mentre i restanti perirono o furono fatti prigionieri dai tedeschi; di contro questi ultimi soffrirono la perdita di circa 3700 uomini e di circa 2500 feriti, in massima parte paracadutisti, ed anche la stessa struttura dell'aviotrasporto aveva subito gravi danni, poiché 220 dei 600 aerei da trasporto erano stati distrutti, e tali perdite si dimostrarono in seguito del tutto sproporzionate al risultato ottenuto.

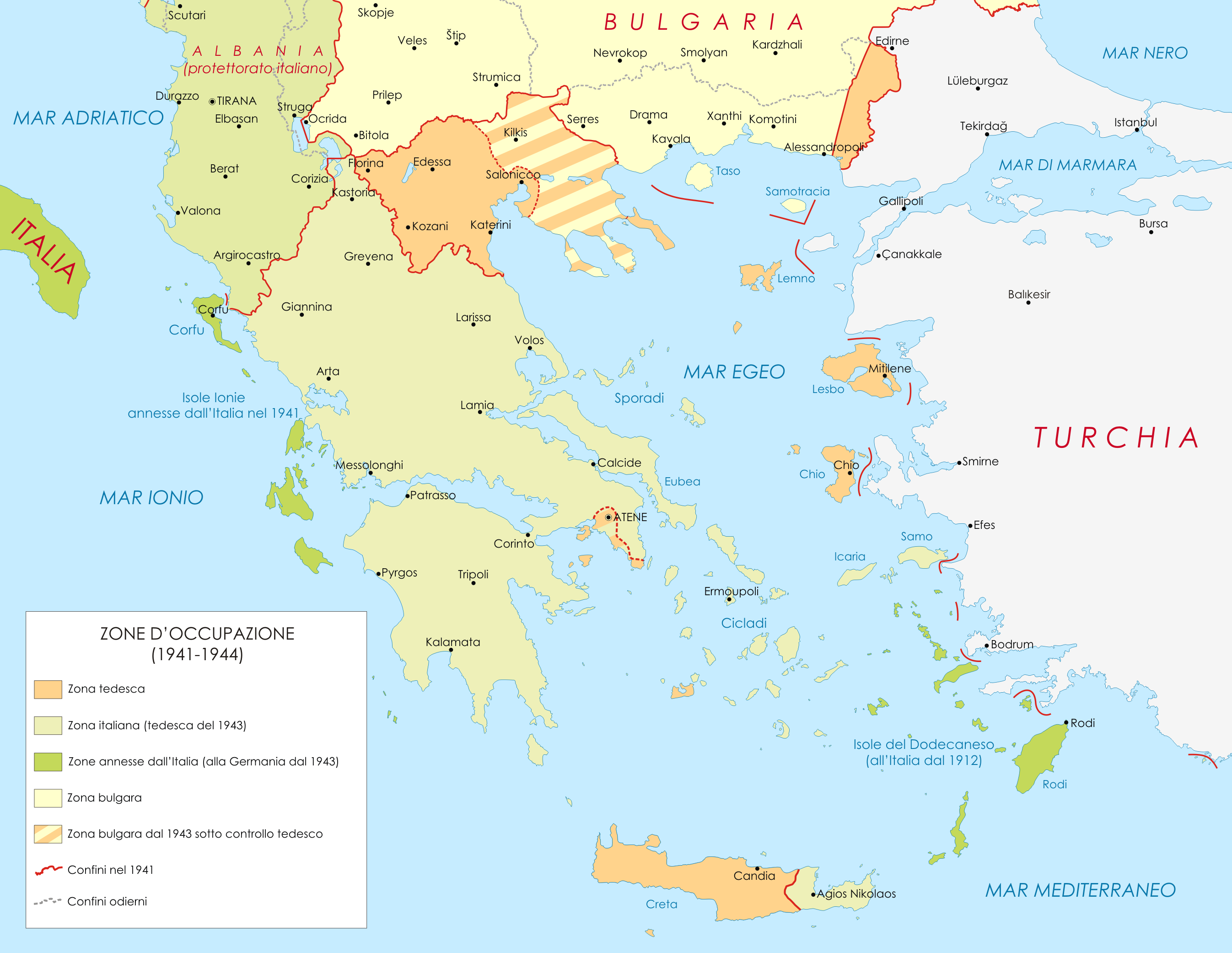
Le diverse zone della Grecia occupate dai paesi dell'Asse

## La spartizione della Grecia e lo Stato Ellenico
Con la fine delle ostilità ad Atene venne instaurato un governo militare greco ed uno stato fantoccio-collaborazionista, lo Stato Ellenico (29 aprile 1941 - 12 ottobre 1944), con a capo il Tenente Generale Georgios Tsolakoglu (29 aprile 1941 - 2 dicembre 1942), seguito poi dal Professore di medicina Konstantinos Logothetopoulos (2 dicembre 1942 - 7 aprile 1943) e dal politico Iōannīs Rallīs (7 aprile 1943 - 12 ottobre 1944), sottoposto tuttavia al controllo della Germania nazista e dell'Italia fascista; il paese ellenico venne occupato e suddiviso in zone di influenza tra le forze vincitrici ossia l'Italia, la Germania e la Bulgaria. Come mostra la cartina qui a fianco:
- la Germania nazista occupò militarmente la Macedonia centrale e orientale con l'importante porto di Salonicco, la capitale Atene, le isole dell'Egeo Settentrionale ed una parte dell'isola di Creta;
- il Regno di Bulgaria ottenne la Tracia;
- l'Italia fascista, che era già presente nell'Egeo con i possedimenti del Dodecanneso, ottenne il controllo di gran parte della Grecia continentale e delle isole Ionie.